# Mars superliga 2002/03
Die Mars superliga 2002/03 war die zehnte Spielzeit der höchsten slowakischen Spielklasse im Fußball der Männer. Die Saison begann am 12. Juli 2002 und endete am 17. Juni 2003. Das Eröffnungsspiel trugen am 12. Juli 2002 der FK ZTS Dubnica und Inter Bratislava aus. Der Gastgeber gewann mit 2:0.

## Modus
Zehn Vereine spielten viermal gegeneinander, zweimal zu Hause und zweimal auswärts. Jedes Team absolvierte 36 Spiele. Meister wurde zum zweiten Mal der MŠK Žilina. Der 1. FC Košice ist mit nur 30 Punkten abgestiegen.

## Vereine
| Verein                    | Stadt             | Stadion                           | Kapazität |
| ------------------------- | ----------------- | --------------------------------- | --------- |
| ŠK Slovan Bratislava      | Bratislava        | Štadión Pasienky                  | 13.000    |
| Inter Slovnaft Bratislava | Bratislava        | Štadión Pasienky                  | 13.000    |
| FC Artmedia Petržalka     | Bratislava        | Štadión Petržalka                 | 07.100    |
| MFK Ružomberok            | Ružomberok        | Štadión MFK Ružomberok            | 04.876    |
| 1. FC Košice              | Košice            | Všešportový areál                 | 30.312    |
| FK ZTS Dubnica            | Dubnica nad Váhom | Mestský štadión Dubnica nad Váhom | 05.450    |
| FK Laugaricio Trenčín     | Trenčín           | Štadión na Sihoti                 | 04.300    |
| Spartak Trnava            | Trnava            | City Arena                        | 19.200    |
| ŠK Matador Púchov         | Púchov            | Mestský štadión Púchov            | 06.000    |
| MŠK Žilina                | Žilina            | Štadión pod Dubňom                | 11.200    |

## Abschlusstabelle
| Pl. | Verein                    | Sp. | S  | U  | N  | Tore    | Diff. | Punkte |
| --- | ------------------------- | --- | -- | -- | -- | ------- | ----- | ------ |
| 1.  | MŠK Žilina (M)            | 36  | 21 | 7  | 8  | 069:310 | +38   | 70     |
| 2.  | FC Artmedia Petržalka     | 36  | 20 | 7  | 9  | 049:320 | +17   | 67     |
| 3.  | ŠK Slovan Bratislava      | 36  | 19 | 6  | 11 | 060:420 | +18   | 63     |
| 4.  | FC Spartak Trnava (N)     | 36  | 15 | 11 | 10 | 055:470 | +8    | 56     |
| 5.  | ŠK Matador Púchov (P)     | 36  | 14 | 8  | 14 | 046:470 | −1    | 50     |
| 6.  | Inter Slovnaft Bratislava | 36  | 12 | 7  | 17 | 048:580 | −10   | 43     |
| 7.  | FK ZTS Dubnica            | 36  | 12 | 7  | 17 | 041:520 | −11   | 43     |
| 8.  | MFK SCP Ružomberok        | 36  | 12 | 6  | 18 | 045:600 | −15   | 42     |
| 9.  | FK Laugaricio Trenčín     | 36  | 11 | 5  | 20 | 048:690 | −21   | 38     |
| 10. | 1. FC Košice              | 36  | 6  | 12 | 18 | 041:640 | −23   | 30     |

Platzierungskriterien: 1. Punkte – 2. Tordifferenz – 3. geschossene Tore

| (M) | amtierender slowakischer Meister     |
| (P) | amtierender slowakischer Pokalsieger |
| (N) | Aufsteiger aus der 2. Liga           |

## Kreuztabelle
| Hinrunde (Runden 1–18) | Hinrunde (Runden 1–18) | Hinrunde (Runden 1–18) | Hinrunde (Runden 1–18) | Hinrunde (Runden 1–18) | Hinrunde (Runden 1–18) | Hinrunde (Runden 1–18) | Hinrunde (Runden 1–18) | Hinrunde (Runden 1–18) | Hinrunde (Runden 1–18) | 2002/03               | Rückrunde (Runden 19–36) | Rückrunde (Runden 19–36) | Rückrunde (Runden 19–36) | Rückrunde (Runden 19–36) | Rückrunde (Runden 19–36) | Rückrunde (Runden 19–36) | Rückrunde (Runden 19–36) | Rückrunde (Runden 19–36) | Rückrunde (Runden 19–36) | Rückrunde (Runden 19–36) |
| ---------------------- | ---------------------- | ---------------------- | ---------------------- | ---------------------- | ---------------------- | ---------------------- | ---------------------- | ---------------------- | ---------------------- | --------------------- | ------------------------ | ------------------------ | ------------------------ | ------------------------ | ------------------------ | ------------------------ | ------------------------ | ------------------------ | ------------------------ | ------------------------ |
| MŠK Žilina             | FC Artmedia Petržalka  | ŠK Slovan Bratislava   | FC Spartak Trnava      | FK Matador Púchov      | FK Inter Bratislava    | MFK Dubnica            | MFK Ružomberok         | FK AS Trenčín          | 1. FC Košice           | Verein                | MŠK Žilina               | FC Artmedia Petržalka    | ŠK Slovan Bratislava     | FC Spartak Trnava        | FK Matador Púchov        | FK Inter Bratislava      | MFK Dubnica              | MFK Ružomberok           | FK AS Trenčín            | 1. FC Košice             |
|                        | 1:0                    | 0:1                    | 0:1                    | 2:1                    | 5:0                    | 4:1                    | 4:0                    | 4:0                    | 2:2                    | MŠK Žilina            |                          | 1:0                      | 1:0                      | 2:0                      | 1:1                      | 0:1                      | 2:0                      | 2:2                      | 4:2                      | 3:0                      |
| 0:0                    |                        | 1:1                    | 1:1                    | 1:2                    | 1:0                    | 3:0                    | 1:0                    | 4:2                    | 2:1                    | FC Artmedia Petržalka | 2:1                      |                          | 2:0                      | 2:0                      | 1:0                      | 2:1                      | 2:0                      | 3:0                      | 1:0                      | 1:0                      |
| 2:2                    | 2:1                    |                        | 2:1                    | 3:1                    | 3:0                    | 2:1                    | 1:1                    | 2:0                    | 7:2                    | ŠK Slovan Bratislava  | 1:2                      | 1:0                      |                          | 2:1                      | 2:2                      | 1:1                      | 0:1                      | 3:0                      | 1:0                      | 2:1                      |
| 3:1                    | 2:2                    | 1:2                    |                        | 2:1                    | 2:1                    | 2:0                    | 1:0                    | 3:0                    | 2:0                    | FC Spartak Trnava     | 1:1                      | 2:2                      | 4:3                      |                          | 4:0                      | 2:1                      | 3:2                      | 2:0                      | 1:2                      | 2:1                      |
| 1:0                    | 1:2                    | 2:1                    | 0:0                    |                        | 1:1                    | 2:0                    | 5:1                    | 2:1                    | 1:0                    | FK Matador Púchov     | 0:1                      | 0:1                      | 2:1                      | 2:0                      |                          | 2:2                      | 2:1                      | 0:1                      | 2:0                      | 3:1                      |
| 3:2                    | 4:1                    | 1:3                    | 5:1                    | 2:0                    |                        | 2:0                    | 0:2                    | 1:0                    | 2:1                    | FK Inter Bratislava   | 0:4                      | 0:1                      | 5:2                      | 1:1                      | 1:1                      |                          | 1:2                      | 0:1                      | 2:0                      | 3:1                      |
| 1:0                    | 0:0                    | 2:1                    | 0:0                    | 0:2                    | 2:0                    |                        | 5:0                    | 1:0                    | 0:1                    | FK ZTS Dubnica        | 0:0                      | 0:1                      | 3:2                      | 2:1                      | 3:1                      | 3:0                      |                          | 3:3                      | 1:2                      | 1:0                      |
| 1:3                    | 1:2                    | 0:1                    | 1:1                    | 4:1                    | 3:0                    | 2:0                    |                        | 2:1                    | 0:2                    | MFK Ružomberok        | 1:2                      | 2:1                      | 0:0                      | 1:3                      | 2:1                      | 0:2                      | 3:0                      |                          | 3:0                      | 2:2                      |
| 1:2                    | 2:0                    | 0:2                    | 1:1                    | 2:0                    | 2:1                    | 3:1                    | 4:3                    |                        | 1:2                    | FK Laugaricio Trenčín | 1:5                      | 3:1                      | 0:2                      | 2:2                      | 1:2                      | 3:1                      | 2:2                      | 2:1                      |                          | 2:2                      |
| 0:2                    | 1:1                    | 1:0                    | 2:2                    | 1:1                    | 3:3                    | 1:1                    | 0:1                    | 2:3                    |                        | 1. FC Košice          | 1:3                      | 0:3                      | 0:1                      | 2:0                      | 1:1                      | 0:0                      | 2:2                      | 2:1                      | 3:3                      |                          |

## Torschützenliste
| Pl. | Nat.     | Spieler         | Verein                                      | Tore |
| --- | -------- | --------------- | ------------------------------------------- | ---- |
| 1   | Slowakei | Marek Mintál    | MŠK Žilina                                  | 20   |
| 1   | Slowakei | Martin Fabuš    | FK Laugaricio Trenčín (8) / MŠK Žilina (12) | 20   |
| 3   | Slowakei | Róbert Vittek   | ŠK Slovan Bratislava                        | 19   |
| 4   | Slowakei | Pavol Straka    | FK ZTS Dubnica                              | 12   |
| 4   | Slowakei | Roland Števko   | MFK Ružomberok                              | 12   |
| 4   | Slowakei | Vladimír Kožuch | FC Spartak Trnava                           | 12   |